# Lista över Judeens regenter
Detta är en lista över Judeens regenter, från Judas Mackabaios till den slutliga romerska annekteringen. Listan omfattar inte kungar i Juda från Salomos död till Jerusalems förstörelse år 586 f.Kr. genom den babyloniske kungen Nebukadnessar II.

## Hasmoneanska rebelledare, 167–153 f.Kr.
- Judas Mackabaios 167-160 f.Kr.
- Jonathan 160-153 f.Kr.

## Hasmoneanska överstepräster och kungar, 153–37 f.Kr.
- Jonathan 153-142 f.Kr.
- Simon Thassi 142-134 f.Kr
- Johannes Hyrcanus I 134-104 f.Kr
- Aristobulus I (även kung) 104-103 f.Kr
- Alexander Jannaeus (även kung) 103-76 f.Kr
- Salome Alexandra (drottning) 76-67 f.Kr
- Johannes Hyrcanus II (överstepräst) 76-66 f.Kr
- Aristobulus II 66-63 f.Kr
- Johannes Hyrcanus II (överstepräst) 63-40 f.Kr
- Antigonus 40-37 f.Kr

## Överstepräster 37 f.Kr–70 e.Kr.
Såväl namnen på översteprästerna som deras respektive ämbetstid är i flera fall osäkra.
- Hananel (Ananelos), 37–36 f.Kr.
- Aristoboulos III, 36 f.Kr.
- Hananel (Ananelos) (för andra gången), 36–30 f.Kr.
- Jesus, son till Fabis, 30–ca 22 f.Kr.
- Simon, son till Boethos, ca 22–5 f.Kr.[2]
- Matthias, son till Theofilos, 5–4 f.Kr.[2]
- Joasar, son till Boethos, 4 f.Kr.[3][4]
- Eleasar, son till Boethos, 4–3 f.Kr.[3]
- Jesus, son till Sie, 3 f.Kr.–?[3]
- Joasar, son till Boethos (för andra gången), ?–6 e.Kr.
- Hannas (Ananos, son till Seth), 6–15 e.Kr.
- Ismael, son till Fabis, ca 15–16 e.Kr.[5]
- Eleasar, son till Ananos (Hannas), ca 16–17 e.Kr.
- Simon, son till Kamithos, 17–18 e.Kr.
- Kajafas (Josef, son till Kajafas), Ananos’ (eller Hannas’) svärson, ca 18–36 e.Kr.
- Jonatan, son till Ananos (Hannas), 36–37 e.Kr.
- Theofilos, son till Ananos (Hannas), 37–41 e.Kr.
- Simon Kantheras, son till Boethos, ca 41–43 e.Kr.
- Mattias, son till Ananos (Hannas), ca 43 e.Kr.
- Elionaios, son till Kantheras, ca 43–44 e.Kr.
- Jonatan, son till Ananos (Hannas) (för andra gången), ca 44 e.Kr.
- Josef, son till Kamithos, ca 44–47 e.Kr.[6]
- Ananias, son till Nebedaios, 47–åtminstone 55 e.Kr.[6]
- Jonathan, ?–ca 58 e.Kr.[7]
- Ismael, son till Fabis (för andra gången?), ca 58–61 e.Kr.
- Josef Kabi, son till Simon, ca 61–62 e.Kr.
- Ananos, son till Ananos (Hannas, son till Hannas), 62 e.Kr.
- Jesus, son till Damnaios, ca 62–63 e.Kr.
- Jesus, son till Gamaliel, ca 63–65 e.Kr.[8]
- Matthias, son till Theofilos, 65–67 e.Kr.
- Fannias (Pineasos), son till Samuel, 67–70 e.Kr.

## Herodianska dynastin, 60 f.Kr–100 e.Kr.
- Antipater (ståthållare över Judaea) 60-43 f.Kr
- Herodes (ståthållare över Galileen) 43-40 f.Kr
- Phasael (ståthållare över Judaea) 43-40 f.Kr
- Herodes den Store 37-4 f.Kr
- Archelaus (etnark av Judaea) 4 f.Kr -6 e.Kr.
- Herodes Antipas (tetrark över Galileen) 4 f.Kr.-39 e.Kr.
- Herodes Filippos II (tetrark över Batanaea) 4 f.Kr.-34 e.Kr.
- Herodes Agrippa I
  - tetrark över Batanaea 37-41
  - tetrark över Galileen 40-41
  - kung 41-44
- Herodes Agrippa II (tetrark över Chalcis 50-52, sedan tetrark över Batanaea) 50-100 e.Kr.

## Romerska ståthållare över Judeen, 6–66 e.Kr.
- Coponius 6-9  e.Kr.
- Marcus Ambivulus 9-12  e.Kr.
- Annius Rufus 12-15  e.Kr.
- Valerius Gratus 15-26  e.Kr.
- Pontius Pilatus 26-36  e.Kr.
- Marcellus 36-37  e.Kr.
- Marulus 37-41  e.Kr.
- Herodes Agrippas regentskap 41-44  e.Kr.
- Cuspius Fadus 44-47  e.Kr.
- Tiberius Alexander 47-48  e.Kr.
- Vendicius Cumanus 48-52  e.Kr.
- Antonius Felix 52-60  e.Kr.
- Porcius Festus 60-62  e.Kr.
- Albinus 62-64  e.Kr.
- Gessius Florus 64-66  e.Kr.